# ベルン大学
ベルン大学（英語: University of Bern、公用語表記: ドイツ語: Universität Bern）は、スイス ベルンに本部を置くスイスの公立大学。1834年創立、1834年大学設置。
8つの学部と160ほどの研究室があり、約1万9千人の学生が学んでいる。スイスで3番目に大きな大学である。

## 沿革
1834年創立。大学のルーツは、16世紀の宗教改革にまで遡り、ベルン大学の前身となる学校で新たな教職者の訓練が行われた。1805年の改革によって、神学だけでなく、法学や薬学も勉強できる体制が整えられ、1831年、リベラル派がベルン州で多数を占めたことで、ベルン大学への移行が決定された。

## 評価
2025年のQS世界大学ランキングにて、世界第161位とされ、西ヨーロッパでは34位だった。2025年のTHE世界大学ランキングにて、世界第104位とされ、スイスでは第3位だった。2025年の世界大学学術ランキングでは、世界第101～150位とされた。スイスには他にチューリッヒ工科大学やスイス連邦工科大学ローザンヌ校、チューリッヒ大学、ジュネーヴ大学といった世界屈指の大学があり、ベルン大学はそれらと並ぶ高い評価を受けている。今までに、5人のノーベル賞受賞者を輩出している。また、神学者のカール・バルトの出身校としても有名。京都大学や慶應義塾大学と学術協定等を締結している。

## 組織・教育体制
- 神学部
- 法学部
- 経済・社会科学部
- 医学部
- 獣医学部
- 人文社会学部
- 人間科学部
- 理学部

## 著名な関係者
- カール・バルト：神学者
- ゲオルク・フォン・ベーケーシ：ノーベル生理学・医学賞受賞
- シャルル・ゴバ：ノーベル平和賞受賞
- エミール・テオドール・コッハー：ノーベル生理学・医学賞受賞
- クルト・ヴュートリッヒ：ノーベル化学賞受賞
- ポール・ナース：ノーベル生理学・医学賞受賞